# Folio Junior
 (octobre 2015).
Folio Junior est une collection française de littérature d'enfance et de jeunesse des éditions Gallimard, créée en 1977.

## Historique
Créée en 1977 par Pierre Marchand, l'objectif de la collection Folio Junior est de publier au format de poche des livres destinés à un lectorat âgé de huit à seize ans. Le nom de la collection renvoie à la collection de poche phare de la maison d'édition : la collection Folio-Gallimard.
Le premier titre de la collection est La Maison qui s'envole de Claude Roy. La collection réédite ensuite des classiques de la littérature de jeunesse, surtout anglo-saxonne, et des nouveautés d'auteurs français et internationaux. La couverture de chaque titre comporte une illustration en couleurs, et l'intérieur est souvent illustré (en noir et blanc).
La collection publie majoritairement des romans, mais aussi des contes, de la poésie, des nouvelles.
Les livres sont numérotés à partir de 1, avec des numérotations spécifiques pour certaines sous-collections. La collection est régulièrement remaquettée. Ainsi, depuis sa création, la collection a connu cinq grands changements de maquettes, avec à chaque fois des rééditions d'une partie du catalogue. Ainsi, par exemple, Charlie et la Chocolaterie de Roald Dahl, a été réédité à de nombreuses reprises et concerne notamment les nos 49, 446, 1235, 1384 et 1666 de la collection. 
Certains titres sont édités dans une version « Folio Junior édition spéciale », qui comporte un supplément de 32 pages placé à la fin du livre et imprimé tête-bêche, composé de tests, de jeux et d’exercices d’observation en lien avec le contenu du livre.
La collection comprend plusieurs sous-collections, notamment Poésie (60 numéros), Enigmes (18 numéros), Science Fiction (18 numéros), Légendes (14 numéros), Bilingue (10 numéros), Plein Vent (18 numéros), Piranha (6 numéros), et la célèbre Un livre dont vous êtes le héros,. Certaines de ces sous-collections font l'objet d'une numérotation spécifique.
Folio Junior fait maintenant partie du département Gallimard Jeunesse.

## Sélection de titres parus
- Jean-Philippe Arrou-Vignod, P-P Cul-Vert
- Marcel Aymé, Les Contes du chat perché
- James Matthew Barrie, Peter Pan
- L. Frank Baum, Le Magicien d'Oz
- Harriet Beecher Stowe, La Case de l'oncle Tom
- John Bellairs, Kévin et les magiciens
- Boileau-Narcejac, Sans Atout
- Henri Bosco, L'Enfant et la Rivière
- Évelyne Brisou-Pellen, L'Hiver des loups
- Frances Hodgson Burnett, Le Jardin secret
- Lewis Carroll, Alice au pays des merveilles
- Eoin Colfer, Artemis Fowl
- Carlo Collodi, Les Aventures de Pinocchio
- Roald Dahl : Charlie et la chocolaterie ; Le Bon Gros Géant ; La Potion magique de Georges Bouillon
- Alphonse Daudet, Le Petit Chose
- André Dhôtel, Le Pays où l'on n'arrive jamais
- Arthur Conan Doyle, Le Chien des Baskerville
- John Meade Falkner, Moonfleet
- William Faulkner, L'Arbre aux souhaits
- Leon Garfield, Le Secret de l'apothicaire
- Nadèjda Garrel, Au pays du grand condor
- Théophile Gautier, Le Roman de la momie
- Ernestine Gilbreth et Frank Gilbreth Jr., Treize à la douzaine
- William Golding, Sa Majesté des mouches
- Pierre Gripari, Le Gentil Petit Diable
- Florence Hinckel, Les Copains, le Soleil et Nabila
- Thierry Jonquet, Lapoigne
- Joseph Kessel, Le Lion
- Danilo Kiš, Chagrins précoces
- Jean-Marie Gustave Le Clézio, Lullaby
- C. S. Lewis, Les Chroniques de Narnia
- Edith Nesbit, Une drôle de fée
- Michael Morpurgo, Cheval de guerre
- William Nicholson, Les Secrets d'Aramanth
- Mary Norton, Tous les géants sont-ils bien morts?
- Maureen O'Hara, Mon amie Flicka
- George Orwell, La Ferme des animaux
- Daniel Pennac, Kamo, l'idée du siècle, Kamo : L'Agence Babel
- Joanne K. Rowling, Harry Potter à l'école des sorciers
- Claude Roy, Le chat qui parlait malgré lui
- Antoine de Saint-Exupéry, Le Petit Prince
- Walter Scott, Ivanhoé
- Sempé et René Goscinny, Le Petit Nicolas
- Michel Tournier, Vendredi ou la vie sauvage
- Pierre Véry, Les Disparus de Saint-Agil
- Oscar Wilde, Le Prince Heureux
- Jacqueline Wilson, La Double Vie de Charlotte
- Stefan Wul, Niourk
- Diana Wynne Jones, Ma sœur est une sorcière

## Quelques illustrateurs
- Roger Blachon
- Quentin Blake
- Christian Broutin
- Daniel Ceppi
- Étienne Delessert
- Brian Froud
- Henri Galeron
- Willi Glasauer
- Miles Hyman
- Claude Lapointe
- Georges Lemoine
- Philippe Mignon
- Philippe Munch
- Jean-Michel Nicollet
- Maurice Sendak
- Nathaële Vogel